# Rhinolophus simulator
Rhinolophus simulator (K. Andersen, 1904) è un pipistrello della famiglia dei Rinolofidi diffuso nell'Africa subsahariana.

## Descrizione

### Dimensioni
Pipistrello di piccole dimensioni, con la lunghezza totale tra 63 e 85 mm, la lunghezza dell'avambraccio tra 42 e 49 mm, la lunghezza della coda tra 19 e 29 mm, la lunghezza del piede tra 7 e 10 mm, la lunghezza delle orecchie tra 18 e 23 mm e un peso fino a 11,2 g.

### Aspetto
La pelliccia è lunga, soffice e lanuginosa. Le parti dorsali sono marroni scure con la base dei peli più chiara mentre le parti ventrali sono bianco-grigiastre cosparse di marrone lungo i fianchi. Le orecchie sono relativamente corte. La foglia nasale presenta una lancetta affusolata, con i bordi quasi diritti e densamente ricoperta di peli, un processo connettivo con il profilo arrotondato e ricoperto di peli, una sella elevata, larga, con i bordi paralleli e l'estremità arrotondata. La porzione anteriore è larga ed ha una foglietta supplementare sotto di essa. Il labbro inferiore ha tre solchi longitudinali. Le membrane alari sono marroni scure o bruno-grigiastre scure. La coda è lunga ed inclusa completamente nell'ampio uropatagio, il quale è nerastro. Il primo premolare superiore è piccolo e situato lungo la linea alveolare. Il cariotipo è 2n=58 FNa=60.

### Ecolocazione
Emette ultrasuoni ad alto ciclo di lavoro con impulsi di lunga durata a frequenza costante di 84–86 kHz in Malawi, 78 kHz in Zimbabwe, 82,7±0,4 kHz in Sudafrica e 81,3–82 kHz nello Swaziland.

## Biologia

### Comportamento
Si rifugia singolarmente od in gruppi fino a qualche centinaio di individui nelle grotte sia secche che umide e in miniere abbandonate. Rimane sospeso aggrappandosi alle pareti. 

### Alimentazione
Si nutre di insetti come falene, coleotteri, termiti e grilli.

### Riproduzione
Si riproduce una volta all'anno con le nascite che avvengono nella stagione delle piogge, circa a metà novembre, dopo una gestazione di 90-130 giorni. I giovani cominciano a volare dopo non più di tre settimane.

## Distribuzione e habitat
Questa specie è diffusa nell'Africa occidentale e in quella orientale, dall'Etiopia al Sudafrica orientale.
Vive nelle foreste pluviali, foreste montane e savane alberate. È invece raro nelle savane semi-aride.

## Tassonomia
Sono state riconosciute 2 sottospecie:
- R.s.simulator: Etiopia centrale e meridionale, Sudan del Sud meridionale, Kenya, Uganda, Tanzania, Zambia, Malawi, Zimbabwe, Mozambico meridionale, Sudafrica nord-orientale ed orientale, Botswana sud-orientale e Swaziland;
- R.s.alticolus (Sanborn, 1936): Guinea meridionale, Liberia settentrionale, Nigeria centrale, Camerun occidentale.

## Conservazione
La IUCN Red List, considerato il vasto areale e la popolazione presumibilmente numerosa, classifica R.simulator come specie a rischio minimo (Least Concern)).